# Borandá
Borandá é uma produtora e gravadora de música brasileira moderna. Foi fundada em 2009, em São Paulo, pelo empresário Fernando Grecco.
Em 2010, a Borandá iniciou a parceira com o selo alemão ECM, distribuindo com exclusividade os títulos do selo no Brasil. É filiada à ABMI.

## CDs lançados pela Borandá
- Nenê Trio – Outono (2009)
- Dani Gurgel – Agora (2009)
- Dani Gurgel – Viadutos (2010) CD e DVD
- Dani Gurgel – Nosso (2010)
- Chico Saraiva e Verônica Ferriani - Sobre Palavras (2009)
- Suzana Salles, Lenine Santos e Ivan Vilela - Mais Caipira (2010)
- Toninho Ferragutti e Bebê Kramer - Como Manda o Figurino (2011)
- Swami Jr. - Mundos e Fundos (2011)
- Tatiana Parra & Andrés Beeuwsaert – Aqui (2011)
- Ná Ozzetti - Meu Quintal (2011)
- Alexandre Guerra - Estações Brasileiras (2011)
- Zé Paulo Becker e Marcos Sacramento - Todo Mundo Quer Amar (2012)
- Blubell & Black Tie - Blubell & Black Tie (2012)[3]
- Paula Santoro - Mar do Meu Mundo (2012)
- Antônio Loureiro – Só (2012)
- Paulo Padilha - Na Lojinha de Um Real Eu Me Sinto Milionário (2012)
- Toninho Ferragutti - O Sorriso da Manu (2012)
- Mario Adnet - Um Olhar Sobre Villa-Lobos (2012)
- Compilation (Various) - Utopia Brasileira (2012)[4]
- Marco Pereira e Toninho Ferragutti - Comum de Dois (2014)
- Ricardo Herz e Antônio Loureiro - Herz e Loureiro (2014)
- Alexandre Guerra - Ballet de Azul e Vento (2014)
- Toninho Ferragutti e Neymar Dias - Festa na Roça (2014)
- Thamires Tannous - Canto Para Aldebarã (2014)

## CDsECMrelançados no Brasil pela Borandá
- Egberto Gismonti - Dança das Cabeças (2011)
- Egberto Gismonti - Infância (2011)
- Charlie Haden/Jan Garbarek/Egberto Gismonti - Mágico (2012)[5]
- Charlie Haden/Jan Garbarek/Egberto Gismonti - Mágico: Carta de Amor (2012) 2-CDs
- Stefano Bollani e Hamilton de Holanda - O que Será (2013)